# Tarcie wewnętrzne
Tarcie wewnętrzne – w fizyce ciała stałego – miara strat energii mechanicznej zachodzącej w ośrodku. Także zbiorcza nazwa mechanizmów prowadzących do powstania takich strat. Pomiar i analiza tarcia wewnętrznego jest domeną spektroskopii mechanicznej.
W fizyce płynów tarcie wewnętrzne jest utożsamiane z lepkością, lub jest używane dla określenia mechanizmów powodujących lepkość. Opory tarcia wewnętrznego wynikają z istnienia sił kohezji i zależą od swobody przemieszczania się cząsteczek.

## Definicja
W fizyce ciała stałego tarcie wewnętrzne, oznaczane zwykle przez {\displaystyle Q^{-1},} jest zdefiniowane przez
{\displaystyle Q^{-1}={\frac {\Delta W}{2\pi W}},}
gdzie:
{\displaystyle W} – energia zgromadzona w jednostce objętości drgającego ośrodka,
{\displaystyle \Delta W} – energia tracona w jednostce objętości drgającego ośrodka w czasie jednego okresu.
W przypadku małego tłumienia tarcie wewnętrzne jest związane z logarytmicznym dekrementem tłumienia swobodnych drgań ośrodka {\displaystyle \Lambda } poprzez równanie
{\displaystyle Q^{-1}={\frac {\Lambda }{\pi }}.}

## Mechanizmy powodujące powstanie tarcia wewnętrznego
Istnieje wiele mechanizmów mogących prowadzić do strat energii mechanicznej w ciałach stałych. Znaczne straty energii stwierdza się w temperaturach w pobliżu przemian fazowych. Kilka mechanizmów związanych jest z defektami sieci krystalicznej: punktowymi (w tym z domieszkami), dyslokacjami i z defektami płaskimi (w temperaturach bliskich temperaturze topnienia). Najczęściej spotykane mechanizmy tarcia wewnętrznego to:

### Mechanizmy związane z przemianami fazowymi
W pobliżu temperatury przemiany fazowej obserwuje się znaczne tarcie wewnętrzne, pochodzące od zmian parametrów uporządkowania pod wpływem naprężeń.

### Mechanizmy związane z defektami punktowymi

#### Efekt Snoeka
Polega na migracji atomów międzywęzłowych, a zaobserwowano go w kryształach o sieci regularnej przestrzennie centrowanej. Jest używany do określania koncentracji atomów węgla w stali.

#### Efekt Finkelsteina-Rozina
Powstaje na skutek reorientacji pary złożonej z dwu defektów, atomu domieszki substytucyjnej lub wakansu i atomu międzywęzłowego.

#### Relaksacja Zenera
Jest wynikiem ruchu atomów (zmiany orientacji par) w stopach substytucyjnych.

#### Relaksacja Gorskiego
Powstaje na skutek dyfuzji defektów w materiałach poddanych niejednorodnym naprężeniom.

### Mechanizmy związane z dyslokacjami

#### Relaksacja Bodoniego
Jest skutkiem drgań odcinków dyslokacji. Występuje w materiałach deformowanych i zmniejsza się ze wzrostem koncentracji domieszek.

#### Maksima Hasigutiego
Są rezultatem oddziaływania dyslokacji z defektami punktowymi. Występują w materiałach deformowanych.

#### Histereza dyslokacyjna
Występuje w wyniku ruchu fragmentu dyslokacji zakotwiczonego pomiędzy dwoma defektami punktowymi.

### Relaksacja termosprężysta
Występuje we wszystkich ciałach. Ściskana część ciała się rozgrzewa, a rozciągana oziębia. Powoduje to wystąpienie strumienia ciepła, prowadzącego do strat energii.